# 克氏卡奎麗魚
克氏卡奎麗魚，為輻鰭魚綱鱸形目隆頭魚亞目慈鯛科的其中一種，分布於南美洲Atrato、Cauca、Magdalena河及Maracaibo湖流域，體長可達26公分，棲息在植被生長的水域，屬肉食性，以魚類及無脊椎動物為食，生活習性不明，可做為食用魚及觀賞魚。

## 擴展閱讀
維基物種上的相關：克氏卡奎麗魚